# Petr Nemšovský
Petr Nemšovský (* 6. Januar 1943; † 11. Mai 2020) war ein tschechoslowakischer Dreispringer.
1966 gewann er Bronze bei den Europäischen Hallenspielen in Dortmund und wurde Zehnter bei den Leichtathletik-Europameisterschaften in Budapest.
Einem Sieg bei den Europäischen Hallenspielen 1967 in Prag folgte ein sechster Platz bei den Europäischen Hallenspielen 1968 in Madrid.
Viermal wurde er Tschechoslowakischer Meister (1965–1967, 1969) und einmal Tschechoslowakischer Hallenmeister (1969).

## Persönliche Bestleistungen
- Dreisprung: 16,34 m, 23. Juli 1967, Ostrava
  - Halle: 16,57 m, 12. März 1967, Prag